# Wolkenfrei
Wolkenfrei war eine deutsche Schlagerband aus Aspach (bei Backnang), die ab 2015 allein aus der Frontsängerin Vanessa Mai bestand. Ab 2016 trat Mai unter ihrem Künstlernamen auf. 2023 trat sie wieder als Wolkenfrei auf und veröffentlichte unter dem Projekt ein neues Album.

## Geschichte

### Marc-Fischer-Band (1999–2010)
1999 trafen Marc Fischer und Stefan Kinski während eines Skiausfluges zum ersten Mal aufeinander. Beide waren zu diesem Zeitpunkt schon als Musiker aktiv, Fischer mit Schlager-Coversongs sowie einer Elvis-Show, Kinski mit Jazz und Rock. Es entstand die Marc-Fischer-Band, die zusammen mit der Sängerin Heike Wanner einige Liveauftritte in den Folgejahren absolvierte.

### Entstehung von Wolkenfrei (2011–2012)
2011 benannte sich die Band in Wolkenfrei um und verlegte sich auf Schlagermusik. Im Sommer 2012 musste die damalige Sängerin Wanner die Gruppe aus gesundheitlichen Gründen verlassen. Daraufhin wurde Vanessa Mai im Aspacher Sonnenhof angeworben, die sich einen Auftritt der Hausband Musik-Express anschaute, in der ihr Vater spielte.

### Erstes StudioalbumEndlos verliebt(2013–2014)
Im Juli 2013 veröffentlichte die Band ihre Debütsingle Jeans, T-Shirt und Freiheit. Noch vor der Veröffentlichung des Debütalbums wurde sie im November 2013 mit einem smago! Award als Hit-Tipp 2014 ausgezeichnet. Von November 2013 bis Januar 2014 spielte Wolkenfrei zusammen mit Sascha Heyna im Vorprogramm während der Endstation Sehnsucht Tour von Fantasy. Die Tour führte durch 16 deutsche Städte sowie einmal nach Österreich und zählte etwa 15.000 Zuschauer. Im Januar 2014 folgte die zweite Singleveröffentlichung Du bist meine Insel.
Das Debütalbum Endlos verliebt erschien im Februar 2014. Es konnten unter anderem Fredi Malinowski von Fantasy, Tobias Reitz und Thomas Rosenfeld als Autoren gewonnen werden. Produziert wurde es von Felix Gauder. Das Album konnte sich in den Albumcharts aller D-A-CH-Staaten platzieren. Eine Woche nach der Veröffentlichung des Debütalbums nahm Wolkenfrei an der Veranstaltungsreihe Die Schlager des Jahres Tour 2014 teil, die sie innerhalb von fünf Wochen durch 19 deutsche Städte führte.
Im Juni 2014 wurde mit Ich versprech dir nichts und geb dir alles die dritte Single ausgekoppelt. Im August 2014 veranstalteten sie die erste Wolkenfrei Sommerparty in ihrer Heimat Aspach; es folgte die vierte Single Champs-Élysées. Im März 2015 erschien mit Der Zaubertrank ist leer die letzte Singleauskopplung aus ihrem Debütalbum.

### Ende von Wolkenfrei und Comeback (2015–2016)
Im April 2015 gaben Fischer und Kinski ihren Ausstieg aus der Band bekannt. Fortan wurde das Projekt lediglich durch die Frontsängerin Mai verkörpert. Kinski widmete sich seiner Familie und seinem bürgerlichen Job. Fischer fungierte nun als musikalischer Berater und Tourmanager. Mit der Veröffentlichung des zweiten Studioalbums Wachgeküsst trat Mai zunächst mit dem Namenszusatz „Wolkenfrei-Star Vanessa Mai“ auf. Zu Beginn des Jahres 2016 legte sie diesen endgültig ab und tritt seitdem unter ihrem eigenen Künstlernamen auf.

### Comeback (2023)
Im November 2022 kündigte Mai in der Giovanni Zarrella Show für das kommende Jahr ein „letztes“ Wolkenfrei-Album an, allerdings wird das Projekt weiterhin nur von ihr verkörpert. Anfang Februar 2023 erschien mit Uns gehört die Welt die erste Singleauskopplung des Albums. Ende März 2023 erschien mit Hotel Tropicana schließlich das Album. Gleichzeitig mit dem Album erschien zunächst die Videoauskopplung Selfie von heut Nacht. Im April 2023 erschien das Lied auch als Single. Nach dem Mitte März 2023 eine Promo-Single zu Hotel Tropicana erschien, dem Namensgeber des Albums, wurde es im Juli 2023 offiziell als dritte Single ausgekoppelt.

## Mitglieder

### Zeitleiste: Bandmitglieder
| Mitglied | Mitglied                  | 1999 | 2000 | 2001 | 2002 | 2003 | 2004 | 2005 | 2006 | 2007 | 2008 | 2009 | 2010 | 2011 | 2012 | 2012 | 2013 | 2014 | 2015 |
| -------- | ------------------------- | ---- | ---- | ---- | ---- | ---- | ---- | ---- | ---- | ---- | ---- | ---- | ---- | ---- | ---- | ---- | ---- | ---- | ---- |
|          | Marc Fischer (1999–2015)  |      |      |      |      |      |      |      |      |      |      |      |      |      |      |      |      |      |      |
|          | Stefan Kinski (1999–2015) |      |      |      |      |      |      |      |      |      |      |      |      |      |      |      |      |      |      |
|          | Heike Wanner (1999–2012)  |      |      |      |      |      |      |      |      |      |      |      |      |      |      |      |      |      |      |
|          | Vanessa Mai (2012–2015)   |      |      |      |      |      |      |      |      |      |      |      |      |      |      |      |      |      |      |

### Mitglieder
Marc Fischer
- Geboren am 19. Mai; Fischer arbeitete vor seiner Karriere als Musiker im Vertrieb einer Sportschuhfirma, er ist ausgebildeter Tennislehrer und Vater von zwei Kindern.[1]

Stefan Kinski
- Geboren am 4. November; Kinski arbeitete vor seiner Musikerkarriere als Rollladen- und Jalousienbauer. In diesem Beruf ist er nun wieder tätig. Er ist verheiratet und Vater von zwei Kindern.[1]

Vanessa Mai
- Zweite Sängerin der Band von 2012 bis 2015.

Heike Wanner
- Erste Sängerin der Band von 1999 bis 2012.[16]

## Tourneen
- 11/2013–01/2014: Endstation Sehnsucht Tour (Vorgruppe, Tournee mit Fantasy)
- 02/2014–03/2014: Die Schlager des Jahres Tour 2014 (Showreihe, Tournee mit verschiedenen Interpreten)

## Diskografie
Alben

| Jahr | Titel Musiklabel              | Höchstplatzierung, Gesamtwochen, AuszeichnungChartplatzierungen (Jahr, Titel, Musiklabel, Platzierungen, Wochen, Auszeichnungen, Anmerkungen, Frontcover) | Höchstplatzierung, Gesamtwochen, AuszeichnungChartplatzierungen (Jahr, Titel, Musiklabel, Platzierungen, Wochen, Auszeichnungen, Anmerkungen, Frontcover) | Höchstplatzierung, Gesamtwochen, AuszeichnungChartplatzierungen (Jahr, Titel, Musiklabel, Platzierungen, Wochen, Auszeichnungen, Anmerkungen, Frontcover) | Anmerkungen                                               | Frontcover |
| Jahr | Titel Musiklabel              | DE | AT | CH | Anmerkungen                                               | Frontcover |
| ---- | ----------------------------- | --- | --- | --- | --------------------------------------------------------- | ---------- |
| 2014 | Endlos verliebt Ariola (Sony) | DE18 Gold · (3 Wo.)DE | AT32 (3 Wo.)AT | CH78 (1 Wo.)CH | Erstveröffentlichung: 7. Februar 2014 Verkäufe: + 100.000 |            |

Singles
| Jahr | Titel Album                                                | Anmerkungen                           | Frontcover |
| ---- | ---------------------------------------------------------- | ------------------------------------- | ---------- |
| 2013 | Jeans, T-Shirt und Freiheit Endlos verliebt                | Erstveröffentlichung: 19. Juli 2013   |            |
| 2014 | Du bist meine Insel Endlos verliebt                        | Erstveröffentlichung: 4. Januar 2014  |            |
| 2014 | Ich versprech dir nichts und geb dir alles Endlos verliebt | Erstveröffentlichung: 6. Juni 2014    |            |
| 2014 | Champs-Élysées Endlos verliebt                             | Erstveröffentlichung: 29. August 2014 |            |
| 2015 | Der Zaubertrank ist leer Endlos verliebt                   | Erstveröffentlichung: 6. März 2015    |            |

## Filmografie
- 2015: Wolkenfrei Wolke 7 – Das TV-Spezial (Deutsches Musik Fernsehen, 65 Minuten, Moderation: Ingo Blenn)

## Auszeichnungen
- 2013: smago! Award in der Kategorie Hit-Tipp 2014